# Lasocin, Tỉnh West Pomeranian
Lasocin [laˈsɔt͡ɕin] (tiếng Đức: Friedeald) là một khu định cư ở khu hành chính của Gmina Drawsko Pomorskie, thuộc quận Drawsko, West Pomeranian Voivodeship, ở phía tây bắc Ba Lan. Nó nằm khoảng 12 kilômét (7 mi) về phía bắc của Drawsko Pomorskie và 83 km (52 mi) về phía đông của thủ đô khu vực Szczecin.
Trước năm 1945, khu vực này là một phần của Đức. Đối với lịch sử của khu vực, xem Lịch sử của Pomerania.